# Estany Negre

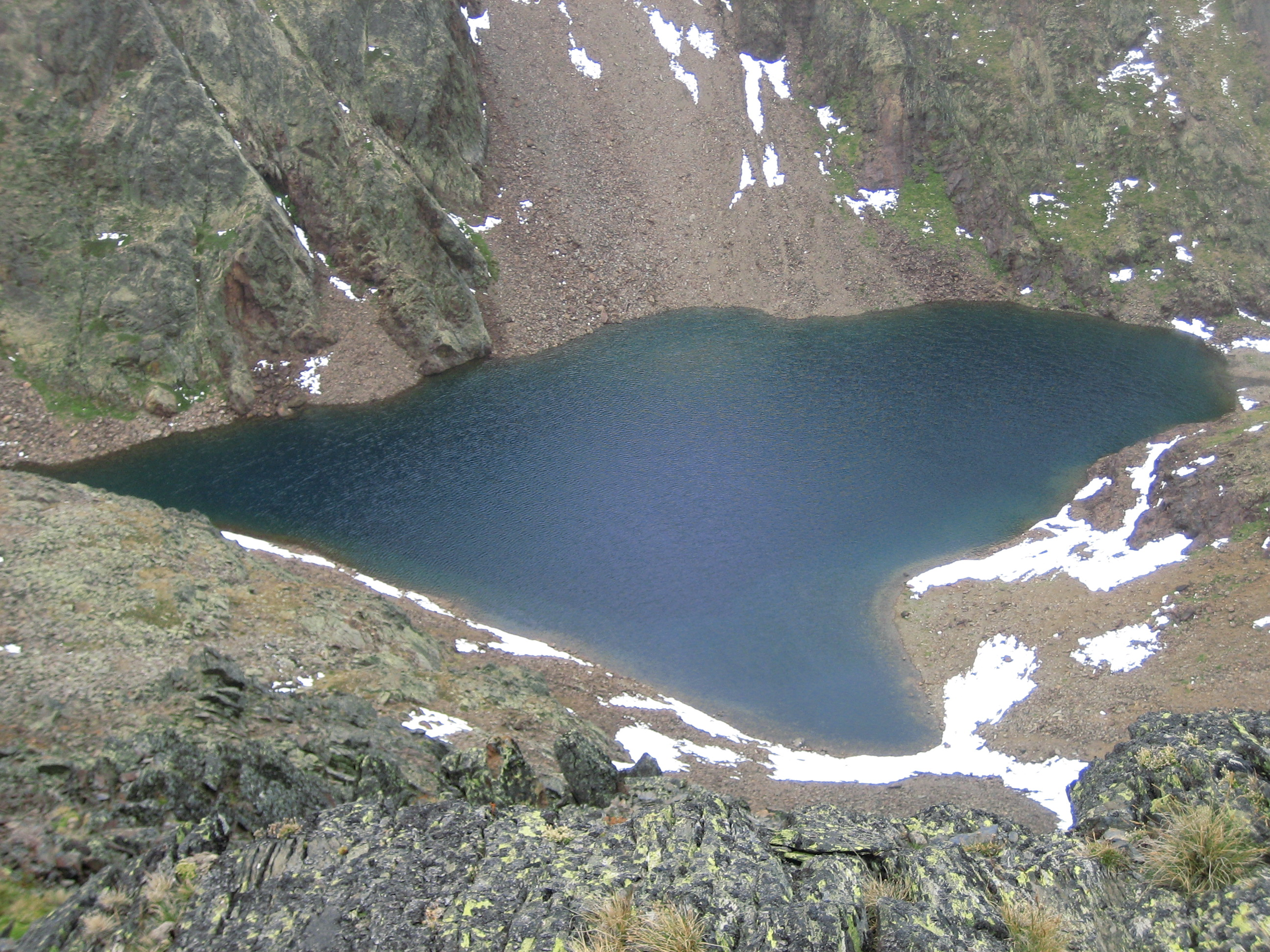
Het Estany Negre gezien vanop het GR11-wandelpad, dat boven de rechteroever loopt

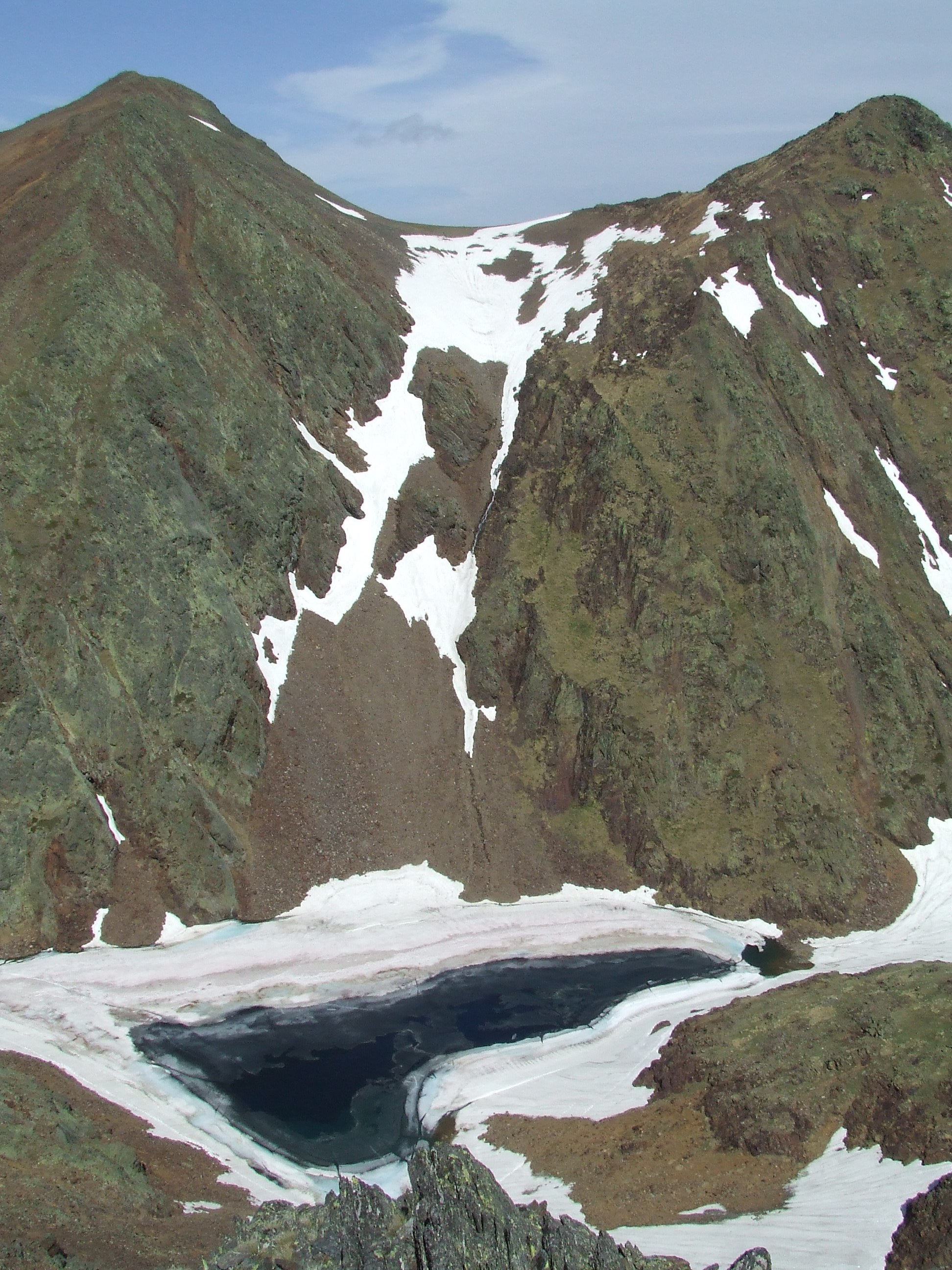
Deels dichtgevroren Estany Negre met Pic de Sanfons (links) en Agulla de Baiau

Het Estany Negre (Catalaans voor Zwart Meertje) is een klein bergmeer nabij Arinsal in de Andorrese parochie La Massana. Het meer ligt op een hoogte van 2631 meter en wordt afgewaterd door de Riu de l'Estany Negre, waarlangs een kleine veertig meter lager de Basses de l'Estany Negre liggen, een kleiner meer.

## Omgeving
Het Estany Negre, dat in de bergen ten noordwesten van het dorpscentrum van Arinsal ligt, wordt omgeven door de toppen van de Pic de Sanfons, Agulla de Baiau, Port de Baiau en Pic de Comapedrosa, 's lands hoogste punt. Het GR11-wandelpad en een alhier daarmee samenvallende skiroute lopen langs de oostoever van het meer; het wandelpad gaat richting de grotere meren Estanys de Baiau over de Spaanse grens, maar wordt ook vaak gebruikt om de Pic de Comapedrosa te beklimmen — de top daarvan wordt bereikt mits een afwijking van het internationale pad van circa 400 meter in vogelvlucht. De rotsen net ten noordoosten van het meertje worden de Rocs de l'Estany Negre genoemd.
Basses de l'Estany Negre · Basses del Ruf · Estany de les Truites · Estany del Port Dret · Estany Negre · Estanys de Montmantell · Estanys Forcats